# Bassinhac lo Naut
Bassinhac de Dessus (en francès Bassignac-le-Haut) és un municipi francès situat al departament de la Corresa i a la regió de la Nova Aquitània.

## Demografia
| 1962                                       | 1968 | 1975 | 1982 | 1990 | 1999 | 2007 |
| ------------------------------------------ | ---- | ---- | ---- | ---- | ---- | ---- |
| 429                                        | 476  | 426  | 395  | 311  | 211  | 178  |
| Des de 1962: població sense dobles comptes |      |      |      |      |      |      |

## Administració
| Període   | Identitat          | Partit |
| --------- | ------------------ | ------ |
| 2001-2007 | Raymond Delmas     |        |
| 2007-2008 | Hubert Lavesque    |        |
| 2008-     | Josette Puyraymond |        |